# Tetilla oxeata
Tetilla oxeata är en svampdjursart som beskrevs av Burton 1959. Tetilla oxeata ingår i släktet Tetilla och familjen Tetillidae.
Artens utbredningsområde är havet utanför Oman. Inga underarter finns listade i Catalogue of Life.